# راشيل وايس
راشيل جريدلي (ني وايز)، ولدت في 22 يناير 1985 في دبلن، وهي مذيعة أيرلندية في سكاي سبورتس نيوز ولاعبة قفز حواجز في الفروسية.

## النشأة
التحقت راشيل بكلية سانت أندرو في دبلن. وتخرجت وايس من معهد الفنون والتصميم والتكنولوجيا في دون لاوجير بشهادة في الدراسات التجارية وإدارة الفنون.

## مهنة التليفزيون
انتقلت وايس في نهاية المطاف إلى التلفزيون، حيث أنتجت وقدمت برنامجها الترفيهي والثقافي على قناة المدينة.
انتقلت إلى العروض الرياضية مع سلسلة عروض لقفز الحواجز في أيرلندا في عامي 2008 و2009 على قناة سكاي سبورتس، وقناة هورس أند كنتري وقناة تي جي فور، وكانت وجهًا لقناة لاينستر راجبي التلفزيونية عبر الإنترنت.
ثم أصبحت وايس مقدمة مشاركة في عرض السيارات المحلي الوحيد في أيرلندا «اكس سيليريت» على قناة ثري إي.
في يوليو 2010، عُرض على وايس عقدًا مع قناة سكاي سبورتس نيوز، وظهرت لأول مرة على القناة في نفس الشهر. وهي تعمل الآن بدوام كامل كمذيعة لقناة سكاي سبورتس نيوز. صورت وايس تقارير خاصة مع الملاكمة الأولمبية كاتي تايلور، ولاعب الرجبي الدولي الأيرلندي براين أودريسكول، وخوان ماتا لاعب مانشستر يونايتد، بالإضافة إلى تقارير من أولمبياد لندن 2012 وويمبلدون.
في مايو 2014، تم إعلان وايس كمقدمة للتغطية الجديدة لسكاي سبورتس للألعاب الغيلية. وقد اشترت سكاي حقوق البث لبطولة كرة القدم وألعاب القذف من اتحاد الرياضات الغيلية.

## الحياة الشخصية
تم خطبة راشيل إلى لاعب قفز الحواجز «تيم جريدلي» في 5 فبراير 2018. وتزوجا في 12 يناير 2019 في حفل بـ«أدير مانور» في كو ليميرك.
في 8 مارس 2020، أعلنت وايس وزوجها تيم جريدلي أنهما ينتظران طفلهما الأول. وفي 24 يوليو 2020، أنجبت وايس طفلة اسمها إيزابيلا.

## المسيرة الرياضية
نافست دوليًا مع أيرلندا كجزء من فريقين في بطولة قفز الحواجز الأوروبية، ونافست على الحلبة الوطنية الأيرلندية.
وفي يوم القديس باتريك عام 2011، ركبت وايس سايلنت جو في شلتنهام في السباق الخيري لأبحاث السرطان بالمملكة المتحدة. وجمعت أكثر من 60 ألف جنيه إسترليني للأعمال الخيرية. تمت دعوتها إلى مجلس اللوردات للحصول على اعتراف كواحدة من أفضل جامعي التبرعات لأبحاث السرطان بالمملكة المتحدة في عام 2011.
لدى وايس عمود صحفي يوم السبت في الاندبندنت الأيرلندية، والذي يحتوي على مقالات رأي تغطي جميع الألعاب الرياضية.